# Johannes Bockendahl

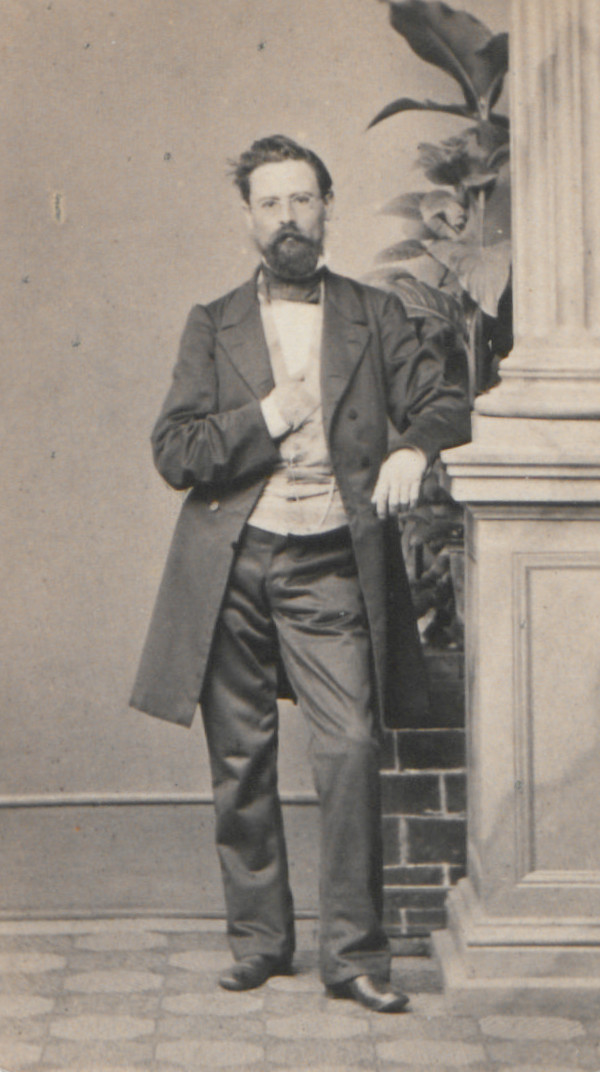
Johannes Bockendahl, 1861 fotografiert von Johann Martin Graack

Johannes Adolf Ludwig Bockendahl (* 1. November 1826 in Altona; † 16. Oktober 1902 in Kiel) war ein deutscher Arzt und Hochschullehrer. 

## Ausbildung
Johannes Bockendahl war ein Sohn des Schneidermeisters Adolph Andreas Bockendahl (1793–1847). Die Vorfahren väterlicherseits stammten ursprünglich aus Hannover und hatten sich später in Altona niedergelassen. Der Vater hatte am 2. Februar 1826 Catharina Helene, geborene Lembke (1793–1877), geheiratet, die ab 1893 – somit drei Jahre nach der Geburt ihres Sohnes Johannes – als Hebamme arbeitete. Das Ehepaar hatte darüber hinaus drei Töchter.
Bockendahl wurde gemeinsam mit seinen drei Geschwistern in bescheidenen Verhältnissen groß. Nachdem der Vater aus gesundheitlichen Gründen sein Geschäft und das Wohnhaus veräußert hatte, musste sein Sohn bereits in jungen Jahren arbeiten, um zum Einkommen der Familie beizutragen. Da er sowohl musikalisches als auch zeichnerisches Talent besaß, kopierte er Noten, erstellte Skizzen für Zeitschriften und gab Privatunterricht und nahm somit Geld ein.
Während seines Schulbesuch in Altona freundete er sich mit dem späteren Sanitätsrat Jessen und Karl Heinrich Christian Bartels an. 1846 begann er ein Medizinstudium an der Universität Kiel, das er von 1847 bis 1848 an der Universität Heidelberg fortsetzte. Zu seinen Lehrern gehörten Jakob Henle in Physiologie und mikronomischer Anatomie und Franz Naegele in Gynäkologie.
Aufgrund des Ausbruchs der Schleswig-Holsteinischen Erhebung unterbrach Bockendahl das Studium und ging zurück nach Norddeutschland. Gemeinsam mit Karl Heinrich Christian Bartels schloss er sich dem Rantzauschen Freikorps an und arbeitete als Unterarzt für die Schleswig-Holsteinische Armee. Noch im selben Jahr nahm er das Studium an der Universität Würzburg wieder auf, unterbrach es im Frühjahr 1849 für einen weiteren ärztlichen Einsatz in der Armee. Im Winter 1849 wechselte er wieder an die Universität Kiel, wo er das Studium im Folgejahr mit dem Staatsexamen abschloss.
Von Mai bis Juli 1850 arbeitete Bockendahl als Assistent an der Medizinischen Universitätsklinik in Kiel und ging dann nach Schloss Gottorf, wo er in einem Lazarett praktizierte. Bockendahl verbrachte kurze Zeit in Haft und bekam im Oktober 1850 eine neue Stelle als Lazarettarzt in Schleswig. Gemeinsam mit seinem Freund Bartels promovierte er im selben Jahr an der Kieler Universität zum Dr. med. 1852 legte er das Physikatsexamen ab und arbeitete erneut als praktischer Arzt in Schleswig.

## Wirken an der Universität Kiel
1861 übernahm Bockendahl eine Stelle als Privatdozent für innere Medizin an der Medizinischen Universitätsklinik in Kiel. Im selben Jahr gründete er den Verein Schleswig-Holsteinischer Ärzte mit. An der Kieler Universität führte er Kurse zu Sektionen und Histologie durch und gab Vorlesungen über pathologische und chirurgische Anatomie. Ab 1865 lehrte er auch Gerichtsmedizin und von 1869 bis 1887 Hygiene.
Bockendahl, der 1865 den Posten des Medizinal-Inspektors für Holstein übernahm, erhielt 1867 einen Ruf als außerordentlicher Professor für gerichtliche Medizin und Medizingeschichte. Somit lehrte erstmals eine hauptamtliche Lehrkraft im Bereich der gerichtlichen Medizin. Nachdem 1870 das Medizinalwesen Schleswig-Holsteins nach dem preußischen Modell neu organisiert worden war, fungierte Bockendahl als Regierungs-Medizinal-Rat der Schleswiger Regierung. Außerdem gehörte er dem Provinzial-Medizinal-Kollegium in Kiel an.
1880 wurde Bockendahl außerordentliches Mitglied des Reichsgesundheitsamtes in Berlin. 1885 übernahm er den stellvertretenden Vorsitz dieser Kieler Provinz-Medizinal-Kollegiums. 1887 wurde er zum Gehobenen Medizinal-Rat ernannt und trat ein Jahr später in die neu gegründete Ärztekammer Schleswig-Holstein ein. Aufgrund der Choleraepidemie von 1892 traf er Robert Koch. 1897 ging Bockendahl als Regierungs-Medizinal-Rat in Pension. Am 11. Dezember 1900 feierte er sein goldenes Doktorjubiläum.
Im Alter litt Bockendahl zunehmend an körperlicher Schwäche. 1888 wurde er von Friedrich von Esmarch aufgrund einer Darmkrebserkrankung operiert. 1900 musste er wegen schwerwiegender Kreislaufstörungen seine Praxis einstellen. Danach gab er noch Vorlesungen und engagierte sich bis kurz vor Lebensende in führenden Positionen im Verein Schleswig-Holsteinischer Ärzte.
Johannes Bockendahl starb im Oktober 1902 aufgrund eines Schlaganfalls.

## Bedeutung als Mediziner
Bockendahl galt als geschätzter praktizierender Arzt. Sowohl als Lehrer als auch als Beamter genoss er als sachkundiger, aufgeschlossener und unbestechlicher Mediziner hohes Ansehen. Durch sein Engagement, das Gesundheitswesen Schleswig-Holsteins zu optimieren und seine Leistungen, die Ärzteschaft des Landes fortzubilden und zu vertreten, wurde er überregional bekannt. Das Gesundheitsministerium in Berlin berief ihn 1871 zum vortragenden Rat. Da Bockendahl sein Engagement in Schleswig-Holstein nicht reduzieren wollte, kam er dem Ruf jedoch nicht nach. Stattdessen arbeitete er als beratendes Mitglied der Behörde.
Bockendahl hatte entscheidenden Anteil an mehreren Gesetzgebungsverfahren Schleswig-Holsteins. Dazu gehörten die Neufassung des medizinischen Staatsexamens, die Erstellung eines Gesundheitsschiffbuches, eine Revision der Apotheken und Gesetze zu Seuchen. 1864 schrieb er erstmals die „Generalberichte über das öffentliche Gesundheitswesen der Provinz Schleswig-Holstein“. Diese Texte hatten Modellcharakter für weitere derartige Berichte in Preußen.
Bockendahl publizierte umfangreich. Dazu gehörten Abhandlungen zu einem „Sumpfgebiet“ und 1866 über die „Kloaken“ in der Kieler Vorstadt. Er schrieb 1868 zu Fragestellungen der Kieler Baupolizei und erstellte für die Jahre von 1875 bis 1879 eine Statistik über die dortige Schwindsucht.

## Familie
Am 8. September 1854 heiratete Johannes Bockendahl Sabine Marie Henriette Rüppell († 1. August 1895 in Kiel), deren Onkel Direktor der Schleswiger Irrenanstalt war. Das Ehepaar bekam zwei Töchter und sechs Söhne, darunter Adolf Wilhelm (1855–1928), der als Gerichtsarzt und Kreisphysicus bekannt wurde und den Sohn Ernst, der sich in Kiel als Kaufmann niederließ.
Ein Bruder des Vaters von Johannes war Christian Georg Bockendahl (1795–1843). Er gehörte zum erweiterten Freundeskreis von Caspar Voght. 1822 hatte er in Klein-Flottbek nach dem Vorbild der Köhnke'schen Anstalt in Nienstedten das Bockendahlsche Unterrichts- und Erziehungsinstitut gegründet und geleitet. Ende des Jahres 1837 wurde die Schule wegen Zahlungsunfähigkeit geschlossen. Das Schulgebäude ist erhalten.